# Grob G180 SPn

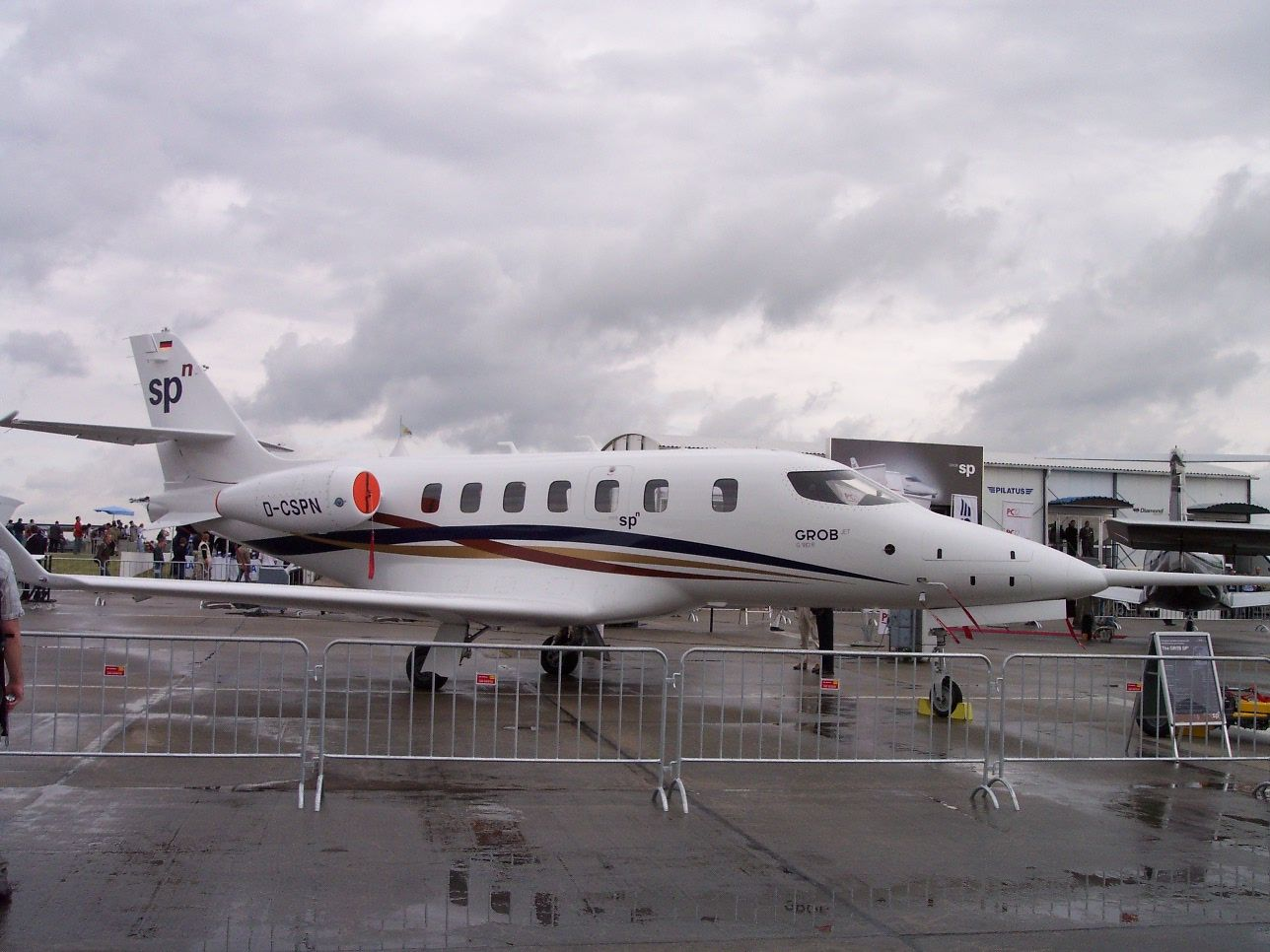
Grob G180 SP^{n} no Show Aéreo de Berlim (ILA) em 2006

O Grob G180 SPn é um jato executivo bimotor projetado pela Grob Aerospace. Foi concebido para pousar em superfícies pavimentadas ou não (como grama e cascalho).
O segundo protótipo foi destruído e o piloto faleceu após a aeronave se acidentar devido a vibração nos profundores e na cauda em 2006. Após a falência da Grob Aerospace em 2008, uma continuação do projeto foi anunciada em 2009, e novamente em 2015, dado o sucesso do Pilatus PC-24.
Em Setembro de 2010, a subsidiária da DAHER, SOCATA, anunciou que iria avaliar o G180 SPn durante os próximos meses por considerar adquirir a aeronave da  Allied Aviation Technologies, que mantém atualmente os direitos da aeronave após a falência da Grob em 2008.